# Medalha da cruzada contra o comunismo
A medalha da cruzada contra o comunismo (em romeno, Cruciada împotriva comunismului) foi um condecoração romena estabelecida em 1 de abril de 1942 pelo decreto nº 1014 para ser entregue aos militares envolvidos na luta contra a Rússia na Frente Oriental.